# Várzea de Abrunhais
Várzea de Abrunhais é uma freguesia portuguesa do município de Lamego, com 5,85 km² de área e 329 habitantes (censo de 2021). A sua densidade populacional é 56,2 hab./km².

## Demografia
A população registada nos censos foi:
| Distribuição da População por Grupos Etários | Distribuição da População por Grupos Etários | Distribuição da População por Grupos Etários | Distribuição da População por Grupos Etários | Distribuição da População por Grupos Etários |
| -------------------------------------------- | -------------------------------------------- | -------------------------------------------- | -------------------------------------------- | -------------------------------------------- |
| Ano                                          | 0-14 Anos                                    | 15-24 Anos                                   | 25-64 Anos                                   | > 65 Anos                                    |
| 2001                                         | 75                                           | 62                                           | 241                                          | 100                                          |
| 2011                                         | 44                                           | 47                                           | 209                                          | 105                                          |
| 2021                                         | 20                                           | 35                                           | 170                                          | 104                                          |

## Escola de Abrunhais
A Escola de Abrunhais foi escolhida em 2009 pela Microsoft para integrar a rede mundial de escolas inovadoras. As salas de aulas dispunham de wireless e os computadores Magalhães trabalhavam conectados com o quadro interactivo
Em 2010 o ministério da educação resolveu fechar a escola, e os 32 alunos foram transferidos para o centro escolar de Ferreirim.